# 東洋大学短期大学
東洋大学短期大学（とうようだいがくたんきだいがく、英語: Toyo University Junior College）は、東京都文京区白山にあった私立短期大学である。1950年に設置され、2002年に廃止された。略称は東洋大短大。

## 概要

### 大学全体
- 東京都文京区に所在した日本の私立短期大学で、設置主体は学校法人東洋大学[1]。
- 国内で最初に認可された短期大学149校[注 3]の1校として、1950年に1学科3専攻体制で開学した[2]。
- のちに学科の増設により昼間部3学科、夜間部に各2学科、最多で4学科からなっていたが、順次大学の学部に改組されたことにより2000年度入学生より観光学科のみの単科短大となる。
- 2000年度の入学生を最後に[注釈 2]、2002年に短期大学としての使命を終える[4]。

### 建学の精神（校訓・理念・学是）
- 東洋大学を参照。

### 教育および研究
- 東洋大学短期大学には全国の短大でも数少ない観光学科があり[5]、この名称を冠する学科は日本初でもあり、全国でも唯一の夜間部も設けられていた。観光学に関連した科目ほかホテルでの学外実習なども行われていた。旅行業務取扱主任者資格の取得支援も行われていた。日本文学や英文学に関する科目もあり、こちらは昼間部と夜間部が設けられていたが、昼間部ではそれぞれ単独の学科をもっていたが夜間部に関しては文学科の各専攻課程となっていた。

### 学風および特色
- 東洋大学短期大学は全体的には男女共学だったが、日本文学と英文学の各学科は女子のみを対象としていた。
- 開学当初より第二部が設けられていた。
- 短期大学独自の行事として、新入学生の教育研修旅行、ゼミナール旅行やオーストラリア、ニュージーランド語学研修旅行などがあった。

## 沿革
- 1949年
  - 10月 文部省[注釈 3]に短期大学[注 4]の設置認可に関する申請を行う[注 5]。なお、学科・専攻は以下の通りとなっている[注 6]。
    - 学科名→表記なし
      - 国語専攻 入学定員50名
      - 英語専攻 入学定員50名
      - フランス語専攻 入学定員40名
      - 新聞学専攻 入学定員50名
      - 商業専攻 入学定員50名
- 1950年
  - 3月14日 左記を以て短期大学の設置が文部省[注釈 3]より認可される[11][12]。
  - 4月1日 左記を以て東洋大学短期大学部以下の学科体制にて開学する[注 7]。
    - 学科名→表記なし→法文科
      - 国語専攻 入学定員50名→100名
      - 英語専攻 入学定員50名→100名
      - フランス語専攻 入学定員40名
      - 新聞学専攻 入学定員50名→法経学専攻  入学定員100名
      - 商業専攻 入学定員50名→〃
- 1951年
  - 3月5日 学校法人東洋大学が成立する[15]。
- 1954年
  - 5月1日 学生数[16]/定員
    - 法文科第二部 325[注 8]/600
- 1955年
  - 4月1日 法文科法経専攻第二部の学生募集をこの年度で最終とする[注 9]。
- 1957年
  - 3月31日 左記をもって法文学科第二部法経瀬能が正式に廃止となる[注釈 4]。
  - 4月1日 法文科を文科に改称[注釈 4]。
- 1958年
  - 5月1日 学生数[19]/定員
    - 文科 
      - 国語専攻 137[注 10]/200
      - 英語専攻 73[注 11]/200
- 1963年
  - 4月1日 以下の学科を増設する[20]。
    - 国語科 入学定員40名
    - 英語科 入学定員40名
    - 観光科 入学定員40名

  - 5月1日 学生数[21]/定員

    - 観光科 84[注 12]/40
- 1964年
  - 4月1日 観光科に第二部を設置し、前年に設置された観光科の課程を含めて以下の体制に整備する[注釈 5]。
    - 観光科
      - 第一部 入学定員40名[注釈 6]
      - 第二部 入学定員40名[注釈 6]

  - 同 文科の入学定員を以下の通り減員する[注釈 5]。
    - 国語専攻 100→50[注釈 6]
    - 英語専攻 100→50[注釈 6]

  - 5月1日 学生数[24]/定員
    - 文学科第二部 168[注 13]/150
    - 国語科 229[注釈 7]/80
    - 英語科 234[注釈 7]/80
    - 観光科 
      - 第一部 174[注 14]/40
      - 第二部 10[注 15]/40
- 1966年
  - 4月1日 東洋大学短期大学と学名変更する[注 16]。
  - 5月1日 学生数[26]/定員
    - 文学科第二部 
      - 国語専攻 148[注 17]/100
      - 英語専攻 101[注 18]/100

    - 国語科 357[注釈 7]/80
    - 英語科 328[注釈 7]/80
    - 観光科 
      - 第一部 321[注 19]/80
      - 第二部 49[注 20]/80
- 1969年
  - 1月6日 専攻科の設置が認可され、以下の課程を設ける[注 21]。
    - 観光専攻第二部 入学定員30名
- 1970年
  - 4月1日 既存の学科について、一部以下の通り名称変更する[29]。
    - 国語科→日本文学科
    - 英語科→英文学科
    - 観光科→ホテル観光学科

  - 同 専攻科観光専攻第二部をホテル観光専攻第二部に改称[注 22]。
  - 5月1日 学生数[31]/定員
    - 文学科第二部 297[注 23]/100
    - 日本文学科 394[注釈 7]/80
    - 英文学科 305[注釈 7]/80
    - 観光学科 
      - 第一部 345[注 24]/80
      - 第二部 97[注 25]/80
- 1976年
  - 4月1日 既存の学科について、一部以下の通り定員増を行う[注 26]。
    - 日本文学科 40→100
    - 英文学科 40→100
    - ホテル観光学科第一部 40→100

  - 5月1日 学生数[35]/定員
    - 文学科第二部 232[注 27]/100
    - 日本文学科 323[注釈 7]/140
    - 英文学科 299[注釈 7]/140
    - ホテル観光学科 
      - 第一部 378[注 28]/140
      - 第二部 67[注 29]/80
- 1982年
  - 4月1日 専攻科にある以下の課程について、この年度で学生募集を最終とする[注 30]。
- 1983年
  - 4月1日 ホテル観光学科を観光学科に改称[注 31]。
  - 5月1日 学生数[40]/定員
    - 文学科第二部 211[注 32]/200
    - 日本文学科 348[注釈 7]/200
    - 英文学科 370[注釈 7]/200
    - 観光学科 
      - 第一部 157[注 33]/100
      - 第二部 40[注 34]/40
        - ホテル観光学科 
          - 第一部 179[注 35]/100
          - 第二部 30[注 36]/40
- 1986年
  - 4月1日 以下、学科の入学定員増を行う[注 37]。
    - 日本文学科 100→200
    - 英文学科 100→200
    - 観光学科第一部 100→200

  - 5月1日 学生数[45]/定員
    - 文学科第二部 276[注 38]/200
    - 日本文学科 393[注釈 7]/300
    - 英文学科 363[注釈 7]/300
    - 観光学科 
      - 第一部 402[注 39]/300
      - 第二部 134[注 40]/80
- 1992年
  - 5月1日 学生数[注 41]/定員
    - 文学科第二部 266[注 42]/200
    - 日本文学科 451[注釈 7]/400
    - 英文学科 470[注釈 7]/400
    - 観光学科 
      - 第一部 459[注 43]/400
      - 第二部 110[注 44]/80
- 1999年
  - 4月1日 以下の学科について、この年度で学生募集を最終とする[注 45]。
    - 日本文学科
    - 英文学科
    - 文学科第二部
      - 日本文学専攻
      - 英文学専攻

  - 5月1日 学生数[49]/定員
    - 文学科第二部 162[注 46]/200
    - 日本文学科 511[注釈 7]/400
    - 英文学科 520[注釈 7]/400
    - 観光学科 
      - 第一部 497[注 47]/400
      - 第二部 87[注 48]/80
- 2000年
  - 4月1日 観光学科第一部の入学定員を200→190に減員[48]。
  - 同 学生募集を最終とする[注釈 2]。
- 2002年
  - 7月30日 左記をもって文部科学省より正式に廃止の認可が下る[4]。

## 基礎データ

### 所在地
- 東京都文京区白山5-28-20[注釈 1]

### 象徴
- 。右記資料も参照[50]。

## 教育および研究

### 組織

#### 学科
- 日本文学科 入学定員200名[注釈 8]
- 英文学科 入学定員200名[注釈 8]
- 観光学科
  - 第一部 入学定員190名[注釈 9]
  - 第二部 入学定員40名[注釈 9]
- 法文科→文科→文学科第二部
  - 法経専攻 入学定員100名[注 49]
  - 日本文学専攻 入学定員50名[注釈 8]
  - 英文学専攻 入学定員50名[注釈 8]

#### 専攻科
- ホテル観光専攻 入学定員30名[注 50]

#### 別科
- なし

#### 取得資格について
教職課程
- 中学校教諭二種免許状がそれぞれ1999年度入学生まで設けられていた。
  - 国語
    - 日本文学科[53]
    - 文学科第二部日本文学専攻[57]

  - 英語
    - 英文学科[53]
    - 文学科第二部英文学専攻[57]
- 社会・職業：それぞれ旧・法文科法経専攻[57]
- 養護学校教諭二種免許状：この課程のある短大は全国少数だった[注 51]。
  - 日本文学科
  - 文学科第二部日本文学専攻
- 当初は、高等学校教諭免許状の課程も設けられていた[57]。
  - 国語：旧・法文科国語専攻
  - 英語：旧・法文科英語専攻
  - 社会・商業：旧・法文科法経専攻

資格
- 司書教諭
  - 日本文学科
  - 英文学科
- 司書
  - 日本文学科
  - 英文学科
  - 文学科第二部日本文学専攻

#### 附属機関
- 観光産業研究所[注釈 10]

### 研究
- 『東洋大学短期大学論集. 日本文学編』[58]
- 『東洋大学短期大学論集. 国語篇』[59]
- 『観光産業』[注釈 10]
- 坂本奈央/著『石川啄木研究 : 日記を中心として』東洋大学短期大学日本文学研究室[61]
- 『東洋大学短期大学紀要』[注釈 11]ほか。

## 学生生活

### 部活動・クラブ活動・サークル活動
- 東洋大学短期大学には短大独自のクラブ活動としてはバレーボール・バスケットボール・卓球・バドミントン・ハイキング・テニス・ゴルフ・リゾート研究会などがあった。

### 学園祭
- 東洋大学短期大学の学園祭は「白山祭」と呼ばれていた。東洋大学を参照。

## 大学関係者と組織

### 大学関係者組織
- 東洋大学を参照。

### 大学関係者一覧

#### 歴代学長
- 小林一郎
- 村松友次
- 菅沼晃
- 菅野卓雄

#### 出身者
- 江村林香：エアトランセ社長
- 岩井小百合：タレント、日本文学科卒業
- 藤田佳子：女優、英文学科卒業

## 対外関係

### 系列校
- 東洋大学
- 東洋大学附属姫路中学校・高等学校
- 東洋大学附属南部高等学校
（跡地に青森県立八戸工業高等学校南部分校が設置され青森県立南部工業高等学校へ改組の後に廃校）
- 東洋大学第三高等学校
（提携解消後に東海大学付属甲府高等学校へ改称）

### 編入学･進学実績
- 東洋大学をはじめ、有名私立大学への編入学実績があった。